# Kościół Najświętszej Maryi Panny Niepokalanie Poczętej w Nowym Sączu
Kościół Najświętszej Maryi Panny Niepokalanie Poczętej – rzymskokatolicki kościół filialny należący do parafii Matki Bożej Niepokalanej w Nowym Sączu. Znajduje się pod opieką sióstr Niepokalanek.
Świątynia razem z zespołem klasztornym wzniesiona została w latach 1894-97 według projektu architekta Karola Knausa z Krakowa. Inicjatorką budowy była siostra błogosławiona Marcelina Darowska, założycielka zgromadzenia niepokalanek. Świątynia została konsekrowana w dniu 8 lipca 1897 roku przez biskupa tarnowskiego Ignacego Łobosa. Cały zespół od koloru elewacji jest często nazywany Białym Klasztorem.
Jest to budowla neoromańska, murowana, wzniesiona z cegły i otynkowana. W formie wysokiej posiada dwie kondygnacje, jest to prostokątna sala bez wydzielonego prezbiterium. Świątynia nakryta jest dachem dwuspadowym, niżej ściany zewnętrzne obwiedzione są gzymsem arkadkowym. Od strony południowej jest dobudowana czworoboczna wieża, przechodząca w ośmiokąt i nakryta ostrosłupowym dachem hełmowym. Świątynia otoczona jest z czterech stron niskim korytarzem. Korytarz wschodni w połowie pełni funkcję oratorium a w dalszej części zakrystii. Na zewnątrz kondygnacja korytarza zwieńczona jest jednotralkową balustradą, zasłaniającą dach pulpitowy. W przedsionku przy wieży jest umieszczone główne wejście do klasztoru, który został zbudowany razem ze świątynią. Główne wejście do świątyni prowadzi z korytarza północnego, natomiast dwa boczne wiodą z oratorium od strony wschodniej i z korytarza od strony zachodniej. Wnętrze świątyni nakryte jest gładkim plafonem, przechodzącym w partie ścian, bogato rzeźbionym, stiukowym obramieniem. Chór muzyczny jest umieszczony na ścianie wschodniej.